# Segreto bancario
Il segreto bancario è un segreto professionale istituzionalizzato nel diritto bancario che mira a tutelare la riservatezza dei clienti di una banca.

## Storia
Alcuni paesi nel mondo e in forma diversa anche in Gran Bretagna ed anche alcuni piccoli stati americani (Bahamas e Panama in particolare) si sono dotati di tale istituto nel corso del tempo. In Asia, il segreto bancario è poco regolamentato e in cui le banche occidentali hanno massicciamente aperto affiliate estere per sfruttarne i vantaggi finanziari (come ad esempio la possibilità di effettuare operazioni back-to-back o di aprire Trust e fondazioni che complicano le possibilità di risalire ai nominativi dei titolari di una società in caso di rogatorie internazionali e che permettono operazioni di elusione fiscale).
La Svizzera, in particolare, ha modificato molte delle convenzioni di doppia imposizione per permettere, su richiesta specifica e motivata, la trasmissione all'estero dei dati dei propri clienti anche in caso di evasione fiscale e non solo frode fiscale. La ragione di questa differenza trae origine dal fatto che l'evasione nell'ordinamento elvetico, a differenza della frode, non è considerata un reato ma un illecito amministrativo.
Quasi tutte queste nazioni, a seguito della crisi finanziaria internazionale iniziata nel 2008 e delle forti pressioni internazionali, hanno nel 2009 annunciato la rinuncia o il depotenziamento delle proprie norme tutelanti il segreto bancario.

## Caratteri generali
Esso vieta ad altri soggetti diversi dalla banca stessa di fornire informazioni a terzi circa i conti correnti bancari dei cittadini stessi clienti della banca. Di contro l'eccessiva segretezza del segreto bancario favorisce altresì il deposito di proventi da attività illecite quali il riciclaggio di denaro, l'evasione fiscale e la corruzione.

## Nel mondo

### Svizzera
Dal 1º gennaio 2017, in seguito a una serie di scandali sulle banche elvetiche e sotto pressioni di Unione Europea, Stati Uniti e Organizzazione per la cooperazione e lo sviluppo economico (OCSE), la Svizzera, insieme ad altri 100 paesi, ha abrogato il segreto bancario, aderendo così al nuovo accordo sulla fiscalità del risparmio tra Svizzera e UE, che introduce lo scambio automatico di informazioni fiscali. Fino ad allora tutte le grandi banche private e di investimento come UBS erano tenute a fornire informazioni bancarie solo sotto richiesta specifica. Lo scambio di dati rimarrà comunque confidenziale e potrà avvenire solo a scopo fiscale.
La Svizzera ha beneficiato del suo originale segreto bancario per più di 80 anni, dal 1934. Questo beneficio le ha permesso di attrarre e allo stesso tempo nascondere grandi patrimoni provenienti da diverse parti del mondo, appartenenti a milionari che desideravano mantenere l'anonimato. Le banche elvetiche hanno avuto un ruolo importante nella gestione dei patrimoni di clienti stranieri, che alla fine del 2015 raggiungevano i 10 miliardi di dollari, e che non a caso la Svizzera è sempre stata considerata come un paradiso fiscale.
La pressione che il Dipartimento di giustizia degli Stati Uniti d'America ha esercitato sulle banche svizzere minacciando  di ritirare la licenza  per operare nel paese a UBS, che dal 2008 si rifiutava di consegnare alle autorità fiscali tutte le informazioni riguardanti i clienti USA con conti non tassati in Svizzera, è sicuramente uno dei fattori che ha portato la Svizzera a rinunciare al suo particolare segreto bancario.